# Perak Football Association
Il Perak Football Association, meglio noto come Perak o Perak FA, è una società calcistica malese con sede nella città di Ipoh, stato di Perak. Milita nella Liga Super Malaysia, la massima divisione del campionato malese.

## Palmarès

### Competizioni nazionali
- Malaysia Super League: 2

2002, 2003
- Coppa della Malaysia: 8

1926, 1931, 1957, 1967, 1970, 1998, 2000, 2018
- Coppa della Federazione (FA): 2

1990, 2004
- Supercoppa di Malaysia: 3

1999, 2005, 2006

### Altri piazzamenti
- Malaysia Super League:

Secondo posto: 2006-2007, 2018
Terzo posto: 2005, 2005-2006
- Coppa della Malaysia:

Finalista: 1959, 1960, 1961, 1964, 1971, 1972, 1974, 2001, 2007
Semifinalista: 2023

## Organico

### Rosa
Aggiornata al 22 febbraio 2019.
| N. |                     | Ruolo | Calciatore              |
| -- | ------------------- | ----- | ----------------------- |
| 1  | Malaysia (bandiera) | P     | Nasrullah Aziz          |
| 3  | Malaysia (bandiera) | D     | Shahrul Saad (capitano) |
| 4  | Malaysia (bandiera) | C     | Fadhil Idris            |
| 7  | Malaysia (bandiera) | C     | Khairil Anuar           |
| 8  | Brasile (bandiera)  | C     | Leandro                 |
| 10 | Malaysia (bandiera) | A     | Shahrel Fikri           |
| 12 | Malaysia (bandiera) | C     | Kenny Pallraj           |
| 14 | Malaysia (bandiera) | C     | Firdaus Saiyadi         |
| 15 | Malaysia (bandiera) | C     | Idris Ahmad             |
| 16 | Malaysia (bandiera) | C     | Partiban Janasekaran    |

| N. |                     | Ruolo | Calciatore              |
| -- | ------------------- | ----- | ----------------------- |
| 18 | Malaysia (bandiera) | P     | Khairul Amri Salehuddin |
| 20 | Malaysia (bandiera) | C     | Rafiuddin Roddin        |
| 21 | Malaysia (bandiera) | D     | Nazirul Naim            |
| 22 | Malaysia (bandiera) | P     | Hafizul Hakim           |
| 23 | Malaysia (bandiera) | D     | Amirul Azhan            |
| 25 | Malaysia (bandiera) | C     | Hafiz Ramdan            |
| 30 | Brasile (bandiera)  | A     | Careca                  |
|    | Brasile (bandiera)  | A     | Clayton                 |
|    | Brasile (bandiera)  | A     | Guilherme               |
|    | Malaysia (bandiera) | C     | Amri Yahyah             |